# ジョン・ウェスト
ジョン・ウェスト(John West)は、10月29日生、ニューヨーク出身の歌手・ソングライター。アメリカ先住民の血を引いている。そつのない力量を持った歌手で、ソプラノCが出せることでも有名。自分より歌のうまいヴォーカルとしてスティーヴィー・ワンダーの名を挙げている。

## 略歴
アーテンション、ロイヤル・ハント（2007年脱退）などのバンドで活躍。のどの付近にガンが見つかった。ある医者からは歌手生命の終わりを告げられたが、別の腕の良い医者の手術によりガンは治り、現在も歌手活動を続けている。手術の影響か、以前の歌声とは声質が違っているが、実力派であることに変わりは無い。
ロイヤル・ハント在籍時のアルバム「The Mission」はD. C. クーパー在籍時の「Moving Target」に次ぐ最高傑作と評されている。

## 経歴
14歳のとき地元のバンドでドラマー、ヴォーカルとして活動。18でシンガーソングライターになる。
1992年ロスに移り住みBADLANDSに加入。その後コージー・パウエルらと組みアルバムを発表。1996年ヴィタリ・クープリらとアーテンションを結成。1999年にはデンマークのロックバンドであるロイヤル・ハントに3代目ヴォーカルとして加入。2004年にはバンドフェインステインでアルバムを出した。2007年ロイヤル・ハントを脱退。合間をぬってソロ活動も続けている。

## ディスコグラフィ

### アルバム
- Artension - Into the Eye of the Storm 1996
- John West - Mind Journey 1997
- Artension - Phoenix Rising 1998
- Cozy Powell - Especially For You 1998
- John West - Permanent Mark 1998
- Artension - Forces of Nature 1999
- Artension - Machine 2000
- Royal Hunt - Fear 2000
- Royal Hunt - Intervention 2001
- Artension -Sacred Pathways 2001
- Royal Hunt - The Watchers 2001
- Royal Hunt - The Mission 2001
- John West - Earth Maker * 2002
- Artension –New Discovery 2002
- Royal Hunt – Eye Witness 2003
- Feinstein – Third Wish 2004
- Artension – Future World 2004
- Royal Hunt – Paper Blood 2005
- John West – Long Time…No Sing 2006
- Johnny & Lonnie – Greatest Misses 2006
- Royal Hunt - Double Live 2006
- Ten Man Push - Ten Man Push 2008
- Artlantica - Across The Seven Seas 2013

### ゲスト参加
- Marc Ferrari's Guest List - 1994
- Sun Red Sun - Sun Red Sun 1994
- James Murphy - Feeding the Machine 1999
- Slave to the Power - An Iron Maiden Tribute 2000
- Savatage - Poets and Madmen 2001
- Royal Hunt - "On the Mission 2002" 2002

### DVD
- Royal Hunt - Live 2006

### アンリリース
- Many Moons 1996
- Rider 1997